# Actavis
Actavis war eine luxemburgische Pharmafirma mit Sitz in Luxemburg und operativer Hauptzentrale in Steinhausen ZG in der Schweiz und Wurzeln in Island, die sich auf Generika spezialisiert hat. Sie war eine der größten Pharmafirmen für Generika der Welt, der Jahresumsatz betrug 2005 etwa 2 Milliarden US-Dollar. Das Unternehmen war weltweit aktiv und in Privatbesitz. Die Zentrale befand sich in Hafnarfjörður nahe Reykjavík (Island), aber mehrere wichtige Abteilungen, z. B. die Pharmakovigilanz, hatten ihren Sitz in Dänemark. Gründer und Aufsichtsratsvorsitzender war Björgólfur Thor Björgólfsson. Am 23. Juni 2010 wurde Claudio Albrecht zum neuen CEO ernannt.
Recht bemerkenswert war der „Recherche-Service Evidenzbasierte Medizin“, den die Actavis-Niederlassungen in Österreich und der Schweiz Ärzten nach Registrierung kostenlos anboten. Recherchen wurden von einer österreichischen Universität durchgeführt und die Ergebnisse dem Anfragenden zur Verfügung gestellt.

## Geschichte
Das Vorgängerunternehmen wurde 1956 als Pharmaco gegründet. Bis Ende der 1990er-Jahre hatte Actavis weniger als 100 Mitarbeiter und bediente nur den isländischen Markt. 1999 wurde der bulgarische Mitbewerber Balkanpharma übernommen. Seit damals wurden mehr als 25 Unternehmen gekauft.
Actavis war in 40 Ländern vertreten, seine Produkte wurden in 60 Ländern verkauft.
Hauptanteilseigner war der isländische Milliardär Björgólfur Thor Björgólfsson, der über seine Investmentfirma Novator 80 Prozent an Actavis hielt. Im Rahmen der isländischen Finanzkrise im Oktober 2008 wollte er diese Beteiligung jedoch abstoßen.
Im Jahr 2011 verlegte der Generika-Konzern Actavis seinen Sitz von Island nach Steinhausen im Kanton Zug in der Schweiz.
2012 wurde Actavis vom US-amerikanischen Konkurrenten Watson Pharmaceuticals für 4,5 Milliarden Euro übernommen, der sich daraufhin selbst in Actavis umbenannte.
Im Februar 2015 übernahm das Unternehmen seinen US-amerikanischen Konkurrenten Allergan, Inc. für 66 Milliarden US-Dollar und kündigte an, seinen Namen vorbehaltlich der Zustimmung der Aktionäre von Actavis in Allergan zu ändern. Zum 15. Juni 2015 wurde der Namenswechsel vollzogen.
Actavis Deutschland wurde mit Sitz in München weitergeführt. Da die Nutzungsrechte für die Marke Actavis ausliefen heißt das Unternehmen seit 2017 Puren Pharma GmbH & Co. KG.